# Sygkrasi/Sınırüstü
Sygkrasi, Synkrasi (griechisch Σύγκραση) oder türkisch Sınırüstü ist ein Dorf am Südwestrand der Karpas-Halbinsel im Norden der Mittelmeerinsel Zypern. Es liegt im Distrikt Gazimağusa der Türkischen Republik Nordzypern. 2011 hatte der Ort 186 Einwohner.

## Geschichte
Sygkrasi war eine der Siedlungen auf der Karpashalbinsel, die sowohl von Zyperntürken als auch -griechen bewohnt war. 1831, unter osmanischer Herrschaft, zählte man 51 christliche und 45 muslimische Haushaltsvorstände, was später Zyperngriechen und -türken zugeordnet wurde, obwohl die Osmanen keineswegs nach Ethnien, sondern nach Religionszugehörigkeit zählten.
Als die Briten als neue Kolonialherren (ab 1878) im Jahr 1891 eine erste Volkszählung durchführten, ermittelten sie bei 213 Einwohnern 142 „Türken“ und 71 „Griechen“. Zehn Jahre später lebten im Ort 30 Menschen mehr, wobei allein die griechische Minderheit um 20 Köpfe angewachsen war. 1911 waren von den nunmehr 264 Einwohnern bereits 121 Griechen, deren Anteil 1921 zum ersten Mal den der Türken überflügelte. Von den 307 Einwohnern waren nunmehr 168 Griechen und nur noch 139 Türken. Deren Zahl ging bei den Zählungen von 1931 und 1946 langsam zurück, nämlich von 137 auf 123, während die Zahl der Griechen auf 206 und 222 anwuchs, bei insgesamt 343 bzw. 345 Einwohnern. 1960 zählte der Ort nur noch 277 Einwohner, 1973 waren es nur noch 187. Noch schneller ging die Zahl der Zyperntürken zurück (102 bzw. 33), aber auch die Zyperngriechen wurden weniger (175 bzw. 154).
Dies hing damit zusammen, dass wegen der griechisch-türkischen Auseinandersetzungen im Februar 1964 die meisten Türken flohen, vor allem nach Altınova/Agios Iakovos und nach Famagusta. Nur ein Teil von ihnen kehrte zurück, so dass 1971 wieder 35 Türken im Ort lebten. 
Im August 1974 mussten alle rund 200 Griechen den Ort verlassen. Dabei kehrte nur ein kleiner Teil der 1964 geflohenen Türken zurück; sie weigerten sich trotz Druckes seitens der Regierung und zogen es vor, dort zu bleiben, wohin sie geflohen waren. 1976 siedelte sich eine kleine Zahl von Türken, die ganz überwiegend aus dem Distrikt Çarşamba in der türkischen Provinz Samsun kamen, im Dorf an. 2006 zählte man wieder 154 Einwohner.

## Belege
1. ↑  KKTC Nüfus ve Konut Sayımı, 2011. (deutsch: TRNC 2011 Population and Housing Census). TRNC, 6. August 2013, archiviert vom Original am 6. November 2013; abgerufen am 2. August 2017.